# جنگل‌های بارانی گوندوانا
جنگل‌های بارانی گوندوانا در شرق استرالیا گسترده‌ترین منطقه از جنگلهای انبوه، نیمه گرمسیری در جهان است. این منطقه ۳۱۰۸ کیلومتر را پوشش می‌دهد و بیش از ۲۰۰ گونهٔ گیاهی نادر و جانوری در معرض خطر در این جنگل‌ها وجود دارند. جنگل‌های بارانی گوندوانا سال ۱۹۸۶ در فهرست میراث جهانی ثبت شد.